# Мис Ренар

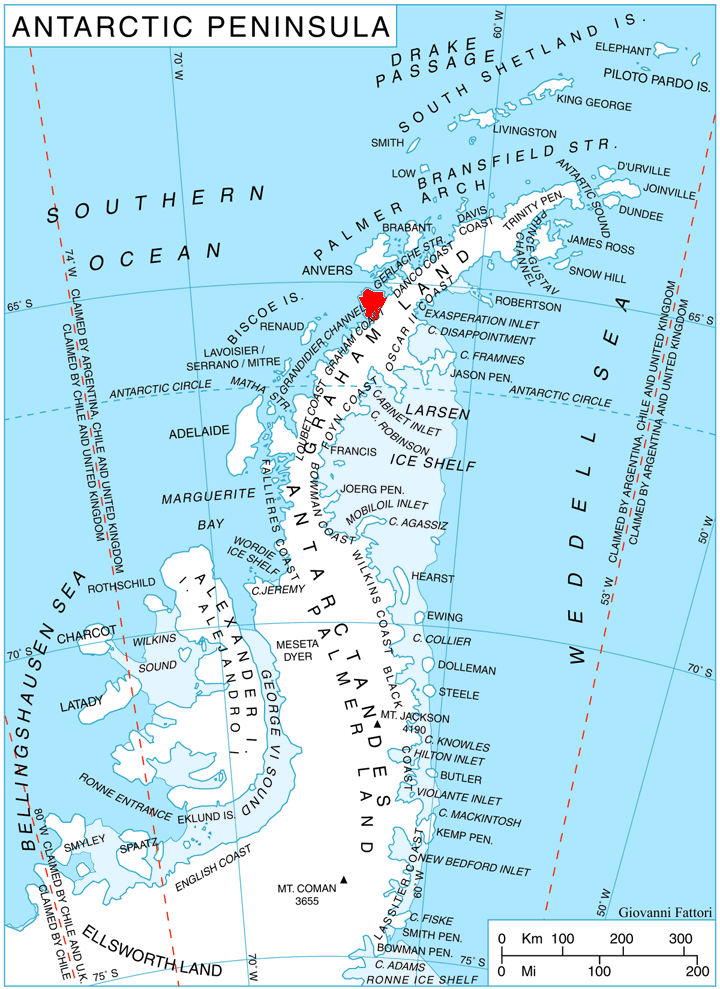
300px Розташування Півострова Київ на Землі Грейама, Антарктичний півострів.

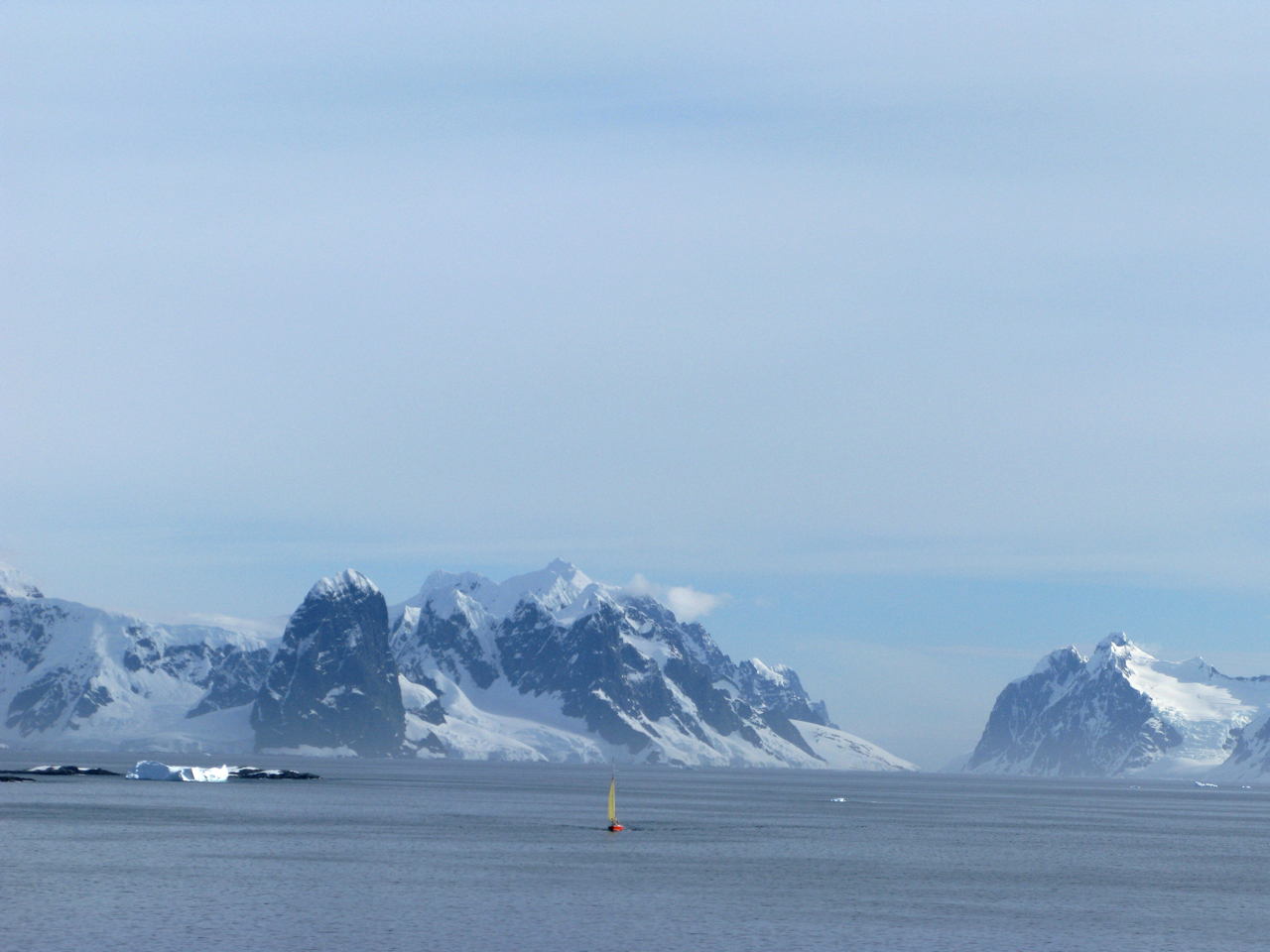
Мис Ренар з Піками Уни ліворуч, острів Бут праворуч, а між ними Канал Лемер

Мис Ренар (65°1′15″ пд. ш. 63°46′12″ зх. д. / 65.02083° пд. ш. 63.77000° зх. д.) — мис, що утворює південну сторону входу Фландріської затоки і розділяє Данко і Узбережжя Грема на західному узбережжі Антарктичного півострова. Розташований на малому острові неподалік від північного краю Київського півострова і увінчаний Піками Уни. Відкритий у 1898 році Бельгійською антарктичною експедицією під керівництвом Герлаша та названий ним на честь професора А. Ренара, члену Бельгійської комісії та Бельгійської королівської академії. Точка Азуфре знаходиться приблизно за 3 милі (5 км) на південний схід.

## Карти
- Антарктична цифрова база даних (ADD). Топографічна карта Антарктиди масштабу 1:250000. Науковий комітет з антарктичних досліджень (SCAR). З 1993 року регулярно модернізується і оновлюється.